# Achroia grisella
Achroia grisella es una espècie de lepidòpter ditrisi de la família dels piràlids (Pyralidae). Les seves erugues es fan servir d'aliment per a animals de companyia com són alguns llangardaixos i peixos. Aquests lepidòpters són molt comuns a gran part del món i de vegades han estat introduïts en algunes zones accidentalment.

## Ecologia
Viuen en climes suaus. El seu cicle vital pot durar set mesos des de l'ou a la mort de l'adult. Passen per quatre estadis de creixement a partir de l'ou (larva, eruga, pupa i imago). Els adults no s'alimenten (viuen de les reserves). La seva dieta típica consisteix en mel, cera i pol·len dels ruscs, residus d'abelles i en alguns caos les cries d'abelles. Fan túnels dins el rusc. Altres aliments poden ser verdures seques emmagatzemades, fruita seca (especialment pomes i panses seques) banyes d'animals, suro i sucre refinat.
Ataquen les colònies d'abelles especialment si estan afeblides i tenen poca població d'abelles i les arnes les poden destruir completament. Per controlar-les dins del rusc s'acostuma a utilitzar fumigacions amb preparats de Bacillus thuringiensis.